# Edward Grigg, I barone Altrincham
Edward William Macleay Grigg, I barone Altrincham (Madras, 8 settembre 1879 – Tormarton, 1º dicembre 1955) è stato un politico e giornalista inglese.

## Biografia
Era il figlio di Henry Bridewell Grigg, membro del Servizio Civile Indiano, e di sua moglie, Elizabeth Louisa Thomson, figlia di Edward Deas Thomson. Studiò al Winchester College e al New College. Dopo la laurea, ha intrapreso una carriera nel giornalismo. Lavorò al The Times nel 1903 come segretario del direttore, George Earle Buckle, poi lavorò per The Outlook nel 1905, come assistente al montaggio sotto James Louis Garvin. Tornò al The Times nel 1906, dove è stato il capo del dipartimento coloniale fino alle sue dimissioni nel 1913 per diventare il coeditore di The Round Table Journal.

## Carriera militare
All'inizio della prima guerra mondiale, si arruolò nei Grenadier Guards. Servì in Francia, distinguendosi in combattimento prima del suo trasferimento nel 1916. Alla fine della guerra raggiunse il grado di tenente colonnello. Servì come segretario militare del Principe di Galles (1919-1920), accompagnandolo in tour in Canada, Australia e Nuova Zelanda.

## Carriera politica
Al suo ritorno nel 1920, Grigg divenne segretario privato per il primo ministro David Lloyd George. Nel 1922, Grigg approvò una serie di appuntamenti nell'ambito del servizio civile per entrare nella Camera dei Comuni. Venne eletto al Parlamento, nel 1922, come deputato per Oldham. Durante questo periodo è stato anche segretario del Rhodes Trust (1923-1925).

### Governatore del Kenya
Nel 1925 accettò la nomina a governatore del Kenya. Il suo compito era quello di unire il Kenya con le colonie britanniche confinanti di Uganda e Tanganica, migliorando l'agricoltura, l'istruzione e le infrastrutture. Eppure Grigg si oppose alla considerazione dello sviluppo della colonia in uno stato multi-razziale, credendo che la popolazione africana nativa non era preparata per la gestione del governo.

### Seconda guerra mondiale
Grigg tornò in Gran Bretagna nel 1930. Nel 1932 divenne deputato per Altrincham. Il suo ritorno in politica coincise con l'ascesa al potere di Adolf Hitler come cancelliere tedesco.
Quando la guerra scoppiò, Grigg divenne sottosegretario di Stato al Ministero dell'Informazione. Nell'aprile 1940 divenne il primo segretario finanziario, poi parlamentare, Sottosegretario di Stato per la Guerra, incarico che ha ricoperto fino al marzo 1942. Venne nominato Consigliere Privato nel 1944.

## Matrimonio
Sposò, il 31 gennaio 1923, Joan Dickson-Poynder (11 settembre 1897-1987), figlia di John Dickson-Poynder, I barone Islington. Ebbero tre figli:
- John Grigg, II barone Altrincham (15 aprile 1924-31 dicembre 2001);
- Annabel Desirée Grigg (19 novembre 1931);
- Anthony Grigg, III barone Altrincham (12 gennaio 1934-2020), padre di Sebastian Grigg, IV barone Altrincham.

## Morte
Nel 1945 venne creato Barone Altrincham. Morì il 1º dicembre 1955.

## Opere
- The Greatest Experiment in World History (1924)
- Unity (1935)
- The Faith of an Englishman (1936)
- Britain Looks at Germany (1938)
- The British Commonwealth: Its Place in the Service of the World (1944)
- Kenya's Opportunity: Memories, Hopes and Ideas (1955)